# Alice de Albany
Princesa Alice, Condessa de Athlone (nome pessoal em inglês: Alice Mary Victoria Augusta Pauline; Castelo de Windsor, 25 de fevereiro de 1883 - Palácio de Kensington, 3 de janeiro de 1981) foi um membro da família real britânica. Ela foi a última entre os netos da rainha Vitória a morrer, em 1981 aos 97 anos. Ela também deteve os títulos de Princesa de Saxe-Coburgo-Gota e Duquesa da Saxónia por nascimento, e princesa de Teck por casamento, até 1917, quando foi ordenada a renunciar os seus títulos germânicos pelas cartas patente do rei Jorge V.

## Infância e adolescência
A princesa Alice nasceu em 25 de fevereiro de 1883, no Castelo de Windsor. Seu pai era o príncipe Leopoldo, Duque de Albany, o filho mais novo da rainha Vitória e do príncipe Alberto. Sua mãe era a princesa Helena de Waldeck e Pyrmont. Ela tinha um irmão, o príncipe Carlos Eduardo, que mais tarde subiu ao trono ducal de Saxe-Coburgo-Gota (1900-1918). Como neta de um soberano, através da linha masculina, ela foi Princesa do Reino Unido e recebeu o tratamento de Sua Alteza. Como filha do Duque de Albany, recebeu o tratamento de Sua Alteza Real, a princesa Alice de Albany. 
Ela foi batizada na capela privada do Castelo de Windsor, em 26 de março de 1883. Seus foram padrinhos a sua avó, a Rainha Vitória; a Rainha Augusta de Saxe-Weimar-Eisenach; o Rei Guilherme III dos Países Baixos; Luís IV, Grão-Duque de Hesse; sua avó materna, a Princesa Helena de Nassau;  o Príncipe Herdeiro de Bentheim, seu tio Eduardo, Príncipe de Gales (mais tarde rei Eduardo VII), o Príncipe Guilherme II de Württemberg; a sua tia paterna, a Princesa de Bentheim e Steinfurt, Paulina; e a Duquesa de Cambridge, Augusta de Hesse-Cassel. Alice foi crismada em 1898 na Roual Memorial Church of St George na presença da rainha Vitória.
Quando Alice tinha quatro anos de idade, um ladrão invadiu Clarence House através da janela do seu quarto no primeiro andar, recorrendo a um escadote que encontrou numa quinta próxima. Depois de ele entrar, seguiram-no mais dois cúmplices, mas um grito da ama de Alice alertou toda a gente e fez com que os ladrões fugissem. A mãe de Alice tentou acalmá-la e disse-lhe que quem tinha entrado no seu quarto tinha sido o Pai Natal.

## Casamento e família

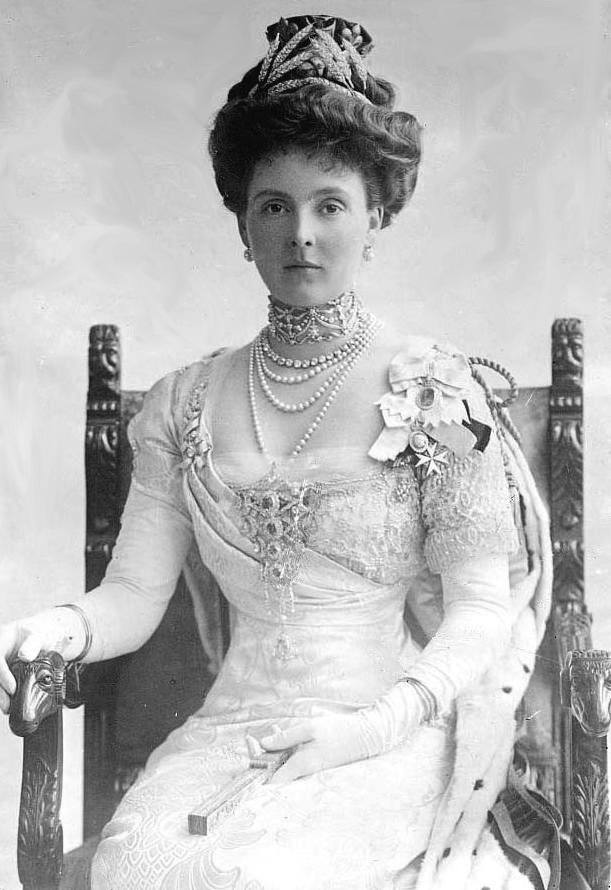
Alice em 1911

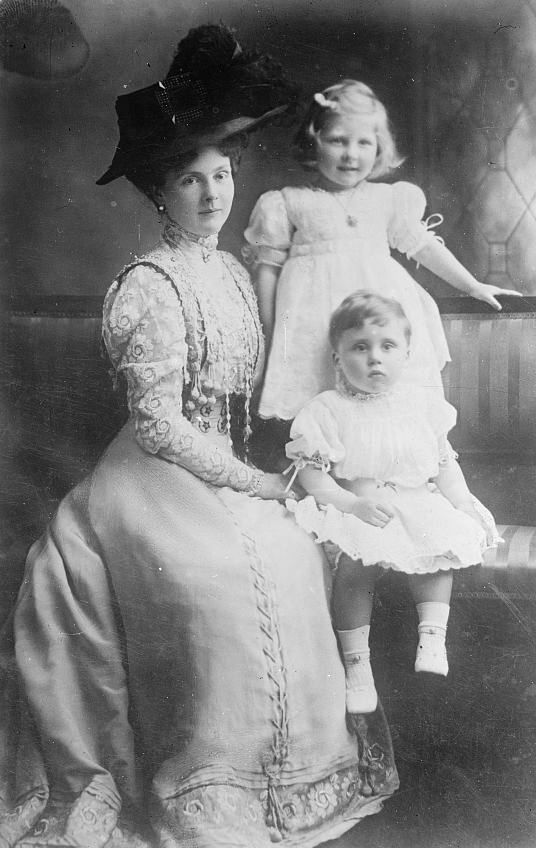
A princesa Alice com os seus filhos, May (1906-1994) e Rupert (1907-1928)

Em 10 de fevereiro de 1904, a princesa Alice de Albany casou-se com o seu primo em segundo grau, o príncipe Alexandre de Teck, irmão da rainha consorte Maria de Teck, na capela do Castelo de Windsor. As suas damas de honor foram as suas primas as princesas Margarida e Patrícia de Connaught, a princesa Helena de Waldeck e Pyrmont, a princesa Maria de Gales e a princesa Maria de Teck (estas últimas também eram sobrinhas do noivo).
Após o casamento, a princesa Alice foi tratada como Sua Alteza Real, a Princesa de Teck. Eles tiveram três filhos:
- May Abel Smith (1906-1994); com descendência;
- Rupert, Visconde Trematon (1907-1928); sem descendência;
- Maurício de Teck (1910-1910), morto na infância.

Tal como a sua avó, a rainha Vitória, a princesa Alice foi também portadora de hemofilia, herdada do seu pai, que morreu quando Alice tinha um ano de idade. Seu filho mais velho, Rupert, herdou a doença dela, o que o levou à sua morte prematura num acidente de viação.
Jorge V concedeu a Alice e ao seu marido os títulos de conde e condessa de Ahlone em 1917, no decorrer da Primeira Guerra Mundial, depois de a família real abdicar dos seus títulos alemães. Depois de o conde se retirar do serviço militar após a guerra, o casal mudou-se para Clock House, dentro do Palácio de Kensington, a casa onde viveu a mãe de Alice. Em 1923, eles adquiriram uma casa no campo, Brantridge Park em West Sussex.
A princesa Alice era madrinha da rainha Beatriz dos Países Baixos, que é a neta da sua prima direta, a rainha Guilhermina dos Países Baixos.

## África do Sul, Canadá e Segunda Guerra Mundial

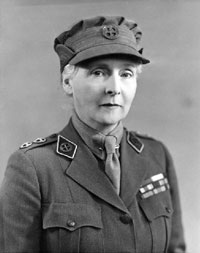
Alice com o uniforme de Enfermagem de Primeiros Socorros, 1942

O conde de Athlone foi nomeado governador-geral da União da África do Sul e ocupou esse cargo entre 1924 e 1931. Alice acompanhou-o e foi a vice-rainha durante esse período. A residência do conde e da condessa foi uma casa na praia em Muizenberg que ainda existe e é um monumento nacional da África do Sul. O subúrbio de Athlone, perto da Cidade do Cabo, recebeu o seu nome em honra do governador-geral.
Após a morte súbita de Lord Tweedsmuir em 1940, o Canadá ficou sem um governador-geral em tempo de guerra. Apesar da intenção do governo canadiano de nomear cidadãos canadianos para o cargo (a Austrália já tinha nomeado um cidadão australiano, Sir Isaac Isaacs para governador-geral em 1931), a família real tinha conseguido bastante apoio popular durante uma visita ao país em 1939. Como irmão da rainha Maria e antigo governador-geral de outro local, o conde de Athlone parecia ser um bom candidato para o cargo e o primeiro-ministro canadiano, W. L. Mackenzie King, aconselhou o rei a nomeá-lo.
A princesa Alice foi com o seu marido para o Canadá, onde ele foi governador-geral entre 1940 e 1946. O casal residiu sobretudo em Rideau Hall, Otava. Os seus três netos, Anne, Richard e Elizabeth viveram com eles no Canadá durante a guerra.
Assim que assumiu o seu cargo, o conde envolveu-se ativamente no apoio ao esforço de guerra e viajou por todo o país, tendo visitado soldados em formação e feridos nos hospitais. O conde via o seu cargo de governador-geral como uma ligação entre os canadianos e o seu monarca e comunicava em discursos que o rei estava a seu lado na luta contra Adolf Hitler e o regime nazi.
Como vice-rainha do Canadá, a princesa Alice também apoiou o esforço de guerra, tendo servido como comandante honorária do Real Serviço Naval Feminino do Canadá, Comandante Honorária da Divisão Feminina da Força Aérea Canadiana e presidente da divisão de enfermagem da Brigada de Ambulâncias de St. John.

Em 1944, a Princess Alice Barracks Cabin em Britannia Bay serviu como retiro de verão para as forças da Divisão Feminina da Força Aérea Canadiana que se encontravam em Otava. A casa de campo ficava perto das instalações do Britannia Boating Club, que incluíam atividades como ténis, dança e canoagem. A casa possuía 60 camas, uma cozinha separada e um salão de jantar.

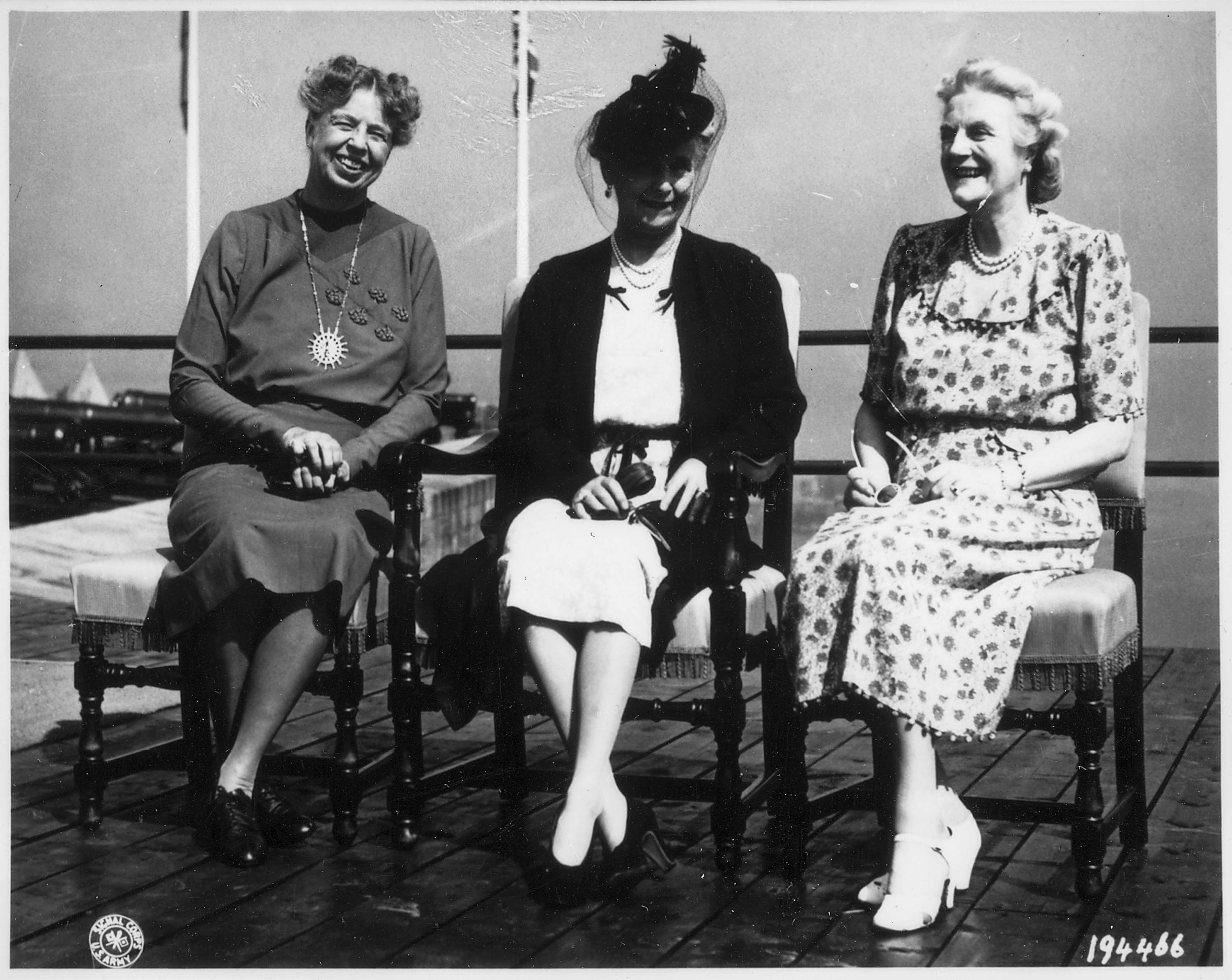
Eleanor Roosevelt, a princesa Alice, e Clementine Churchill na Segunda Conferência de Quebec durante a Segunda Guerra Mundial

Os Athlone tiveram contacto direto com intervenientes da Segunda Guerra Mundial, cujas famílias procuraram refúgio no Canadá. Muitos membros de famílias reais europeias chegaram a viver na sua residência oficial ou perto dela, entre eles os príncipes herdeiros Olavo e Marta da Noruega, a grã-duquesa Carlota e o príncipe Félix do Luxemburgo, o rei Pedro da Jugoslávia, o rei Jorge da Grécia, a imperatriz Zita de Bourbon-Parma (Áustria) e as suas filhas e também a rainha Guilhermina dos Países Baixos e a sua filha, a princesa Juliana. Em dezembro de 1941, o primeiro-ministro do Reino Unido, Winston Churchill chegou a Rideau Hall a partir de onde presidiu a reuniões do conselho de ministros por telefone na cama.
Os vice-reis também foram os anfitriões de um encontro entre o primeiro-ministro canadiano Mackenzie King, o primeiro-ministro inglês Winston Churchill e o presidente dos Estados Unidos Franklin D. Roosevelt na cidade do Quebec. Estes encontros ficaram conhecidos como as Conferências de Quebec, sendo que a primeira teve lugar entre 17 e 24 de agosto de 1943 na residência oficial dos vice-reis em La Citadelle e a segunda decorreu entre 12 e 16 de setembro de 1944 no Château Frontenac. Na altura, as fotografias do conde Athlone com Roosevelt, Churchill e Mackenzie King foram bastante divulgadas pela imprensa.
Foi nestes encontros que estes homens discutiram as estratégias dos Aliados que acabariam por lhes dar a vitória frente à Alemanha nazi e ao Japão. Quando a Alemanha foi derrotada a 8 de maio de 1945 e o Japão a 15 de agosto desse ano, Athlone liderou os festejos nacionais que tiveram lugar em Parliament Hill. Depois, ele discursou sobre o futuro do Canadá estar agora ligado à reconstrução e à reconciliação e não à guerra.

## Deveres reais

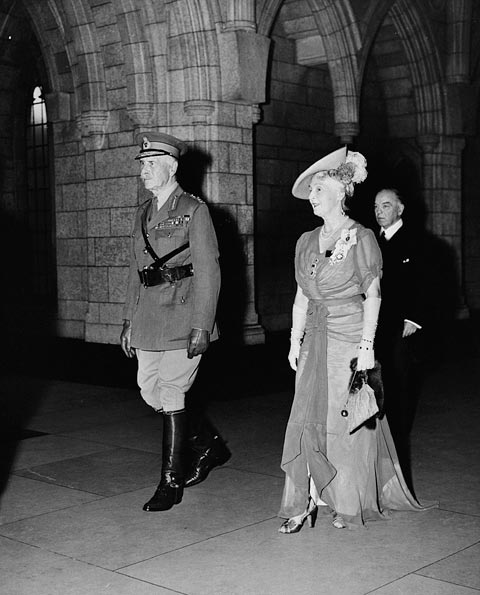
Os condes de Althorn na cerimónia de abertura do parlamento a 6 de setembro de 1945

Em sua vida, a princesa Alice realizou muitos deveres reais. Ela assistiu à coroação de quatro reis: Eduardo VII, Jorge V, Jorge VI e Isabel II, e a abdicação do rei Eduardo VIII. Ela também foi a coronel-chefe das duas unidades do exército britânico, e uma unidade do exército da Rodésia. 
Durante a Segunda Guerra Mundial foi comandante honorária da divisão feminina da Royal Canadian Air Force. Em 1950, ela se tornou a primeira chanceler da Universidade das Índias Ocidentais (University College, em seguida, das Índias Ocidentais). Em 1930 até 1960, ela foi presidente do conselho (órgão de gestão) do Royal Holloway College, na Universidade de Londres.
Em 1966, a princesa publicou um livro de memórias: For My Grandchildren.

## Últimos anos e morte
No final da Segunda Guerra Mundial, o Governo Militar Norte-Americano da Baviera, sob o comando do general George S. Patton, deteve e prendeu o irmão de Alice, Carlos Eduardo, duque de Saxe-Coburgo-Gota (que serviu como membro do Reichstag entre 1937 e 1945) devido às suas ações como apoiante dos nazis durante a guerra. Quando Alice soube da prisão do irmão, viajou para a Alemanha com o marido para pedir que os americanos o libertassem. Eles não cederam e, em 1946, Carlos Eduardo foi condenado por um tribunal de "de-nazificação" a pagar uma multa avultada que quase o levou à falência.
O conde de Athlone morreu em 1957 no Palácio de Kensington em Londres. A princesa Alice viveu lá até à sua morte, a 3 de janeiro de 1981, durante o sono. Ela morreu com a idade de 97 anos e 312 dias. À época de sua morte, ela foi a princesa de sangue real que viveu mais tempo, e a última neta sobrevivente da rainha Vitória. 
O funeral de Alice decorreu na Capela de São Jorge no Castelo de Windsor e estiveram presentes membros da família real. Ela foi enterrada ao lado do marido e do filho no Cemitério Real de Frogmore, mesmo atrás do Mausoléu Real que contém os restos mortais dos seus avós, a rainha Vitória e o príncipe Alberto. A sua filha e genro também estão enterrados lá perto.

Na altura da sua morte, Alice era tia-avó do rei da Suécia e da rainha do Reino Unido. Ela viveu ao longo de seis reinos: o de Vitória (avó), Eduardo VII (tio), Jorge V (cunhado e primo), Eduardo VIII e Jorge VI (sobrinhos) e de Isabel II (sobrinha-neta).

Brasão da Condessa de Athlone

## Títulos e estilos
- 25 de fevereiro de 1883 – 10 de fevereiro de 1904: Sua Alteza Real, a Princesa Alice de Albany
- 10 de fevereiro de 1904 – 14 de julho de 1917: Sua Alteza Real, a Princesa Alexandre de Teck
- 14 de julho de 1917 – 17 de julho de 1917: Sua Alteza Real, a Princesa Alice, Lady Cambridge
- 17 de julho de 1917 – 3 de janeiro de 1981: Sua Alteza Real, a Princesa Alice, Condessa de Athlone

### Honras
- GCVO : Dama da Grande Cruz da Real Ordem Vitoriana
- GBE: Dama da Grande Cruz do Império Britânico
- VA: Dama da Ordem de Vitória e Alberto
- Ordem da Família Real do rei Eduardo VII
- Ordem da Família Real do rei Jorge V
- Ordem da Família Real do rei Jorge VI
- Ordem da Família Real da rainha Isabel II